# نورت میدووبروک تریس (فلوریدا)
نورت میدووبروک تریس (به انگلیسی: North Meadowbrook Terrace) یک منطقهٔ مسکونی در ایالات متحده آمریکا است که در شهرستان کلی، فلوریدا واقع شده‌است.